# Apalocnemis hirsuta
Apalocnemis hirsuta är en tvåvingeart som beskrevs av Axel Leonard Melander 1946. Apalocnemis hirsuta ingår i släktet Apalocnemis och familjen Brachystomatidae.
Artens utbredningsområde är Oregon. Inga underarter finns listade i Catalogue of Life.